# Sonnboåsen
Sonnboåsen is een plaats in de gemeente Avesta in het landschap Dalarna en de provincie Dalarnas län in Zweden. De plaats heeft 104 inwoners (2005) en een oppervlakte van 22 hectare.